# Pollenia violacea
Pollenia violacea är en tvåvingeart som först beskrevs av Macquart 1835.  Pollenia violacea ingår i släktet vindsflugor, och familjen spyflugor.
Artens utbredningsområde är Italien. Inga underarter finns listade i Catalogue of Life.